# Rodrigo González
Pour les articles homonymes, voir Rodrigo González (homonymie) et González.
Rodrigo Andrés González Espíndola, né le 19 mai 1968 à Valparaíso au Chili, est un musicien, connu comme étant le bassiste du groupe allemand Die Ärzte.

## Biographie
Né en 1968, Rodrigo González ne passera que peu de temps dans son Chili natal. À l'arrivée au pouvoir du dictateur Pinochet, ses parents s'enfuient vers l'Europe et trouvent asile à Hambourg, en Allemagne. C'est là que Rodrigo et sa famille vivront, dans des conditions plus que modestes, jusqu'à ce que son père trouve un emploi. Rod passe son bac avec succès. Il a une sœur, Claudia, musicienne elle aussi.
Dans sa jeunesse, Rod est musicalement très actif. Il est le membre de groupes tels que Die Erben et Doric Tacet. Il joue du banjo dans un groupe punk-rock hambourgeois appelé Die Goldenen Zitronen, puis de 1988 à 1989, il devient le guitariste des Rainbirds, groupe avec lequel il se fait connaître par le titre Blueprint.
Par la suite, Rodrigo fait la connaissance de l'actuel batteur des Ärzte, Bela B.. À cette époque-là, die Ärzte n'existait plus en tant que tel, et Bela est alors membre de la formation Depp Jones. Outre les points communs qu'ils partagent - leur passion pour le punk-rock et pour KISS - Bela se rend vite compte des talents musicaux de Rod, et c'est ainsi que ce dernier rejoint Depp Jones en tant que guitariste et chanteur notamment.
En 1993, le groupe Die Ärzte se reforme, à l'initiative des deux membres originels, le batteur Bela B. et le guitariste Farin Urlaub. Le duo est complété par l'arrivée du nouveau bassiste, qui n'est autre que Rodrigo, et devient ainsi trio. Leur succès commun ne s'est pas démenti jusqu'à maintenant.
Rodrigo, tout comme Bela B. et Farin Urlaub, est auteur, compositeur et interprète. Il coécrit également des textes avec Bela. En outre, Rodrigo est producteur d'autres groupes (tels que « Abwärts » - groupe dans lequel il est guitariste depuis 2004 -, « Lucilectric », « Knorkator » ou plus récemment le groupe berlinois « Panda ») et est copropriétaire de la maison de disques « Rodrec ».
Il a également fait quelques débuts solo, en reprenant, en 2001, la chanson de KISS « I'll fight hell to hold you » dans une version plus disco.

## Style musical
En plus de la basse et de la guitare, Rod a appris en autodidacte à jouer de la batterie, du clavier et du piano. Il apporte beaucoup de variété dans le registre de die Ärzte, passant du punk rock (« Vermissen, Baby », « Mondo Bondage ») aux ballades romantiques (« 1/2 Lovesong »), apportant aussi des notes colorées d'espagnol (« Dos Corazones») ainsi que des mélodies inattendues (« Dinge von denen », exécuté au clavecin). Les paroles de ses chansons sont tantôt romantiques, tantôt dénonciatrices de la société, tantôt provocantes, mais toujours recherchées, à l'image de ses compositions.